# Samuel Rowley
Samuel Rowley fue un dramaturgo y actor inglés del siglo XVII.
Rowley aparece por primera vez en un documento histórico como socio de Philip Henslowe a finales de los años 1590. Parece que al principio era un actor, quizá un partícipe, en los Hombres del lord almirante, que interpretaban en el Teatro La Rosa. Después de 1598, asumió responsabilidades fuera del escenario, ayudando a Henslowe y Edward Alleyn a dirigir los asuntos de la compañía. Siguió, no obstante, actuando, hasta 1617, cuando aparece en las "tramas" de las obras incluyendo Frederick and Basilea (como Heraclius), The Battle of Alcazar (como un embajador), y 1 Tamar Cam. Permaneció con la compañía a través de los patrocinios sucesivos del príncipe Enrique y Federico V, Elector Palatino.
Como escritor, Rowley perteneció a la multitud de dramaturgos colaboradores que mantuvo a Henslowe y Alleyn abastecidos de nuevas obras. Henslowe le pagó por añadidos a la obra de Christopher Marlowe Doctor Faustus; la tradición, deferente a Marlowe, le ha asignado los toques de humor en la edición de 1616. Escribió un Judas con William Borne (o Bird, o Boyle) y Edward Juby, hoy perdido. Retocó la obra de Thomas Dekker The Noble Soldier (impresa en 1634). También escribió en solitario. Su único trabajo individual conservado en When You See Me You Know Me (1603–5), una historia de Enrique VIII desde la muerte de Jane Seymour hasta la visita de Carlos V. También escribió una obra sobre Ricardo III y dos comedias aparentes, Hard Shift for Husbands y A Match or no Match—ninguna ha sobrevivido.
No se sabe segura su relación con William Rowley, autor más famoso que él, pero parece que fue su hermano.